# Budweiser League Premier Division 1987
La Budweiser League Premier Division 1987 è stata la 2ª edizione dell'omonimo torneo di football americano di secondo livello. La sua finale è considerata il primo campionato nazionale britannico di secondo livello (non coincidente con il rispettivo Britbowl).

## Squadre partecipanti
| Club                  | Città           | Stadio | Sponsor ufficiale | Risultato nella stagione 1986 |
| --------------------- | --------------- | ------ | ----------------- | ----------------------------- |
| Birmingham Huskies    | Salford         |        |                   |                               |
| Bournemouth Bobcats   | Bournemouth     |        |                   |                               |
| Brighton B-52's       | Brighton        |        |                   |                               |
| City of London Stags  | Londra          |        |                   |                               |
| Colchester Gladiators | Colchester      |        |                   |                               |
| Cotswold Bears        | Cheltenham      |        |                   |                               |
| Crawley Raiders       | Crawley         |        |                   |                               |
| Crewe Railroaders     | Crewe           |        |                   |                               |
| Dunstable Cowboys     | Ampthill        |        |                   |                               |
| Edinburgh Eagles      | Edimburgo       |        |                   |                               |
| Glasgow Diamonds      | Glasgow         |        |                   |                               |
| Granite City Oilers   | Aberdeen        |        |                   |                               |
| Heathrow Jets         | Feltham         |        |                   |                               |
| Hereford Chargers     | Hereford        |        |                   |                               |
| Kent Rams             | Dartford        |        |                   |                               |
| King's Lynn Patriots  | King's Lynn     |        |                   |                               |
| Leeds Cougars         | Leeds           |        |                   |                               |
| Locomotive Derby      | Derby           |        |                   |                               |
| London Capitals       | Londra          |        |                   |                               |
| Manchester Heroes     | Oldham          |        |                   |                               |
| Musselburgh Magnums   | Prestonpans     |        |                   |                               |
| Oxford Bulldogs       | Oxford          |        |                   |                               |
| Plymouth Admirals     | Plymouth        |        |                   |                               |
| Portsmouth Warriors   | Portsmouth      |        |                   |                               |
| Reading Renegades     | Reading         |        |                   |                               |
| Rockingham Rebels     | Rockingham      |        |                   |                               |
| Scunthorpe Steelers   | Scunthorpe      |        |                   |                               |
| Southern Bengals      | East Molesey    |        |                   |                               |
| Strathclyde Sheriffs  | Glasgow         |        |                   |                               |
| Taunton Wyverns       | North Petherton |        |                   |                               |
| Torbay Trojans        | Paignton        |        |                   |                               |
| Walthamstow Warriors  | Finsbury Park   |        |                   |                               |
| Windsor Monarchs      | Windsor         |        |                   |                               |
| Witney Wildcats       | Carterton       |        |                   |                               |
| Wrekin Giants         | Telford         |        |                   |                               |

## Stagione regolare

### Calendario

#### 1ª giornata
| 26 aprile 1987 | Brighton B-52's | 20 – 21 | Bournemouth Bobcats |  |

| 26 aprile 1987 | Southern Bengals | 0 – 45 | Crawley Raiders |  |

| 26 aprile 1987 | Strathclyde Sheriffs | 30 – 30 | Edinburgh Eagles |  |

| 26 aprile 1987 | Oxford Bulldogs | 37 – 6 | Birmingham Huskies |  |

| 26 aprile 1987 | Portsmouth Warriors | 9 – 19 | Kent Rams |  |

| 26 aprile 1987 | Locomotive Derby | 0 – 78 | Leeds Cougars |  |

| 26 aprile 1987 | Glasgow Diamonds | 26 – 15 | Musselburgh Magnums |  |

| 26 aprile 1987 | Dunstable Cowboys | 37 – 0 | Reading Renegades |  |

| 26 aprile 1987 | Torbay Trojans | 47 – 0 | Witney Wildcats |  |

#### 2ª giornata
| 3 maggio 1987 | Southern Bengals | 0 – 40 | Bournemouth Bobcats |  |

| 3 maggio 1987 | City of London Stags | 0 – 21 | Colchester Gladiators |  |

| 3 maggio 1987 | Hereford Chargers | 11 – 13 | Cotswold Bears |  |

| 3 maggio 1987 | Scunthorpe Steelers | 30 – 0 | Crewe Railroaders |  |

| 3 maggio 1987 | Rockingham Rebels | 16 – 14 | Dunstable Cowboys |  |

| 3 maggio 1987 | Granite City Oilers | 12 – 20 | Edinburgh Eagles |  |

| 3 maggio 1987 | Walthamstow Warriors | 0 – 66 | Heathrow Jets |  |

| 3 maggio 1987 | Brighton B-52's | 7 – 6 | Kent Rams |  |

| 3 maggio 1987 | Birmingham Huskies | 14 – 22 | King's Lynn Patriots |  |

| 3 maggio 1987 | Reading Renegades | 6 – 34 | Oxford Bulldogs |  |

| 3 maggio 1987 | Musselburgh Magnums | 30 – 18 | Strathclyde Sheriffs |  |

| 3 maggio 1987 | Plymouth Admirals | 19 – 13 | Torbay Trojans |  |

| 3 maggio 1987 | London Capitals | 12 – 20 | Windsor Monarchs |  |

| 3 maggio 1987 | Taunton Wyverns | 20 – 26 | Witney Wildcats |  |

#### 3ª giornata
| 10 maggio 1987 | Windsor Monarchs | 25 – 6 | City of London Stags |  |

| 10 maggio 1987 | Witney Wildcats | 20 – 31 | Cotswold Bears |  |

| 10 maggio 1987 | Glasgow Diamonds | 16 – 28 | Granite City Oilers |  |

| 10 maggio 1987 | Rockingham Rebels | 21 – 6 | King's Lynn Patriots |  |

| 10 maggio 1987 | Crewe Railroaders | 16 – 32 | Manchester Heroes |  |

| 10 maggio 1987 | Hereford Chargers | 22 – 13 | Plymouth Admirals |  |

| 10 maggio 1987 | Kent Rams | 26 – 12 | Portsmouth Warriors |  |

| 10 maggio 1987 | Locomotive Derby | 0 – 38 | Scunthorpe Steelers |  |

| 10 maggio 1987 | Torbay Trojans | 39 – 12 | Taunton Wyverns |  |

| 10 maggio 1987 | Colchester Gladiators | 52 – 7 | Walthamstow Warriors |  |

| 10 maggio 1987 | Leeds Cougars | 74 – 0 | Wrekin Giants |  |

#### 4ª giornata
| 17 maggio 1987 | Kent Rams | 12 – 40 | Bournemouth Bobcats |  |

| 17 maggio 1987 | Taunton Wyverns | 0 – 49 | Cotswold Bears |  |

| 17 maggio 1987 | Leeds Cougars | 57 – 6 | Crewe Railroaders |  |

| 17 maggio 1987 | King's Lynn Patriots | 6 – 16 | Dunstable Cowboys |  |

| 17 maggio 1987 | Strathclyde Sheriffs | 14 – 14 | Glasgow Diamonds |  |

| 17 maggio 1987 | Torbay Trojans | 14 – 6 | Hereford Chargers |  |

| 17 maggio 1987 | Reading Renegades | - – - (rinviata) | Birmingham Huskies |  |

| 17 maggio 1987 | Manchester Heroes | 12 – 14 | Locomotive Derby |  |

| 17 maggio 1987 | Granite City Oilers | 12 – 0 | Musselburgh Magnums |  |

| 17 maggio 1987 | Witney Wildcats | 0 – 45 | Plymouth Admirals |  |

| 17 maggio 1987 | Oxford Bulldogs | 36 – 0 | Rockingham Rebels |  |

| 17 maggio 1987 | London Capitals | 47 – 6 | Walthamstow Warriors |  |

| 17 maggio 1987 | Colchester Gladiators | 39 – 0 | Windsor Monarchs |  |

#### 5ª giornata
| 24 maggio 1987 | Torbay Trojans | 13 – 19 | Cotswold Bears |  |

| 24 maggio 1987 | Bournemouth Bobcats | 48 – 6 | Crawley Raiders |  |

| 24 maggio 1987 | Birmingham Huskies | 6 – 20 | Dunstable Cowboys |  |

| 24 maggio 1987 | Musselburgh Magnums | 14 – 18 | Edinburgh Eagles |  |

| 24 maggio 1987 | Windsor Monarchs | 0 – 6 | Heathrow Jets |  |

| 24 maggio 1987 | Southern Bengals | 20 – 41 | Kent Rams |  |

| 24 maggio 1987 | Leeds Cougars | 58 – 12 | Locomotive Derby |  |

| 24 maggio 1987 | King's Lynn Patriots | 21 – 60 | Oxford Bulldogs |  |

| 24 maggio 1987 | Brighton B-52's | 49 – 9 | Portsmouth Warriors |  |

| 24 maggio 1987 | Rockingham Rebels | 7 – 0 | Reading Renegades |  |

| 24 maggio 1987 | Wrekin Giants | 6 – 31 | Scunthorpe Steelers |  |

| 24 maggio 1987 | Plymouth Admirals | 59 – 18 | Taunton Wyverns |  |

| 24 maggio 1987 | City of London Stags | 47 – 6 | Walthamstow Warriors |  |

| 24 maggio 1987 | Hereford Chargers | 14 – 6 | Witney Wildcats |  |

#### 6ª giornata
| 31 maggio 1987 | Portsmouth Warriors | 20 – 13 | Bournemouth Bobcats |  |

| 31 maggio 1987 | Heathrow Jets | 12 – 0 | City of London Stags |  |

| 31 maggio 1987 | Crawley Raiders | 24 – 21 | Kent Rams |  |

| 31 maggio 1987 | Scunthorpe Steelers | 6 – 30 | Leeds Cougars |  |

| 31 maggio 1987 | Colchester Gladiators | 27 – 21 | London Capitals |  |

| 31 maggio 1987 | King's Lynn Patriots | 36 – 0 | Reading Renegades |  |

| 31 maggio 1987 | Crewe Railroaders | 26 – 40 | Wrekin Giants |  |

#### 7ª giornata
| 7 giugno 1987 | Southern Bengals | 6 – 47 | Brighton B-52's |  |

| 7 giugno 1987 | London Capitals | 33 – 6 | City of London Stags |  |

| 7 giugno 1987 | Heathrow Jets | 27 – 21 | Colchester Gladiators |  |

| 7 giugno 1987 | Oxford Bulldogs | 24 – 6 | Dunstable Cowboys |  |

| 7 giugno 1987 | Taunton Wyverns | 12 – 37 | Hereford Chargers |  |

| 7 giugno 1987 | Manchester Heroes | 0 – 48 | Leeds Cougars |  |

| 7 giugno 1987 | Wrekin Giants | 40 – 19 | Locomotive Derby |  |

| 7 giugno 1987 | Cotswold Bears | 2 – 20 | Plymouth Admirals |  |

| 7 giugno 1987 | Bournemouth Bobcats | 29 – 12 | Portsmouth Warriors |  |

| 7 giugno 1987 | Birmingham Huskies | 13 – 34 | Rockingham Rebels |  |

| 7 giugno 1987 | Granite City Oilers | 26 – 14 | Strathclyde Sheriffs |  |

| 7 giugno 1987 | Witney Wildcats | 6 – 21 | Torbay Trojans |  |

| 7 giugno 1987 | Walthamstow Warriors | 6 – 20 | Windsor Monarchs |  |

#### 8ª giornata
| 14 giugno 1987 | Kent Rams | 12 – 7 | Crawley Raiders |  |

| 14 giugno 1987 | Glasgow Diamonds | 15 – 18 | Edinburgh Eagles |  |

| 14 giugno 1987 | Strathclyde Sheriffs | 0 – 32 | Granite City Oilers |  |

| 14 giugno 1987 | Plymouth Admirals | 26 – 17 | Hereford Chargers |  |

| 14 giugno 1987 | Rockingham Rebels | 34 – 12 | Birmingham Huskies |  |

| 14 giugno 1987 | Reading Renegades | 20 – 25 | King's Lynn Patriots |  |

| 14 giugno 1987 | City of London Stags | 0 – 17 | London Capitals |  |

| 14 giugno 1987 | Dunstable Cowboys | 21 – 6 | Oxford Bulldogs |  |

| 14 giugno 1987 | Manchester Heroes | 14 – 7 | Scunthorpe Steelers |  |

| 14 giugno 1987 | Taunton Wyverns | 7 – 26 | Hereford Chargers |  |

| 14 giugno 1987 | Cotswold Bears | 38 – 0 | Witney Wildcats |  |

#### 9ª giornata
| 21 giugno 1987 | Edinburgh Eagles | 41 – 6 | Glasgow Diamonds |  |

| 21 giugno 1987 | Colchester Gladiators | 27 – 18 | Heathrow Jets |  |

| 21 giugno 1987 | Witney Wildcats | 6 – 39 | Hereford Chargers |  |

| 21 giugno 1987 | Wrekin Giants | 28 – 18 | Manchester Heroes |  |

| 21 giugno 1987 | Crawley Raiders | 60 – 26 | Portsmouth Warriors |  |

| 21 giugno 1987 | Crewe Railroaders | 12 – 42 | Scunthorpe Steelers |  |

| 21 giugno 1987 | Brighton B-52's | 66 – 0 | Southern Bengals |  |

| 21 giugno 1987 | Windsor Monarchs | 34 – 0 | Walthamstow Warriors |  |

#### 10ª giornata
| 28 giugno 1987 | Crawley Raiders | 7 – 50 | Bournemouth Bobcats |  |

| 28 giugno 1987 | Portsmouth Warriors | 20 – 21 | Brighton B-52's |  |

| 28 giugno 1987 | Walthamstow Warriors | 0 – 50 | City of London Stags |  |

| 28 giugno 1987 | London Capitals | 22 – 39 | Colchester Gladiators |  |

| 28 giugno 1987 | Manchester Heroes | 14 – 16 | Crewe Railroaders |  |

| 28 giugno 1987 | Granite City Oilers | 12 – 8 | Glasgow Diamonds |  |

| 28 giugno 1987 | Cotswold Bears | 51 – 6 | Hereford Chargers |  |

| 28 giugno 1987 | Dunstable Cowboys | 52 – 7 | Birmingham Huskies |  |

| 28 giugno 1987 | Oxford Bulldogs | 28 – 0 | King's Lynn Patriots |  |

| 28 giugno 1987 | Wrekin Giants | 0 – 50 | Leeds Cougars |  |

| 28 giugno 1987 | Scunthorpe Steelers | 38 – 26 | Locomotive Derby |  |

| 28 giugno 1987 | Edinburgh Eagles | 13 – 6 | Musselburgh Magnums |  |

| 28 giugno 1987 | Torbay Trojans | 14 – 24 | Plymouth Admirals |  |

| 28 giugno 1987 | Reading Renegades | 0 – 53 | Rockingham Rebels |  |

| 28 giugno 1987 | Kent Rams | 41 – 7 | Southern Bengals |  |

| 28 giugno 1987 | Witney Wildcats | 20 – 13 | Taunton Wyverns |  |

| 28 giugno 1987 | Heathrow Jets | 33 – 16 | Windsor Monarchs |  |

#### 11ª giornata
| 5 luglio 1987 | Windsor Monarchs | 8 – 17 | Colchester Gladiators |  |

| 5 luglio 1987 | Brighton B-52's | 40 – 6 | Crawley Raiders |  |

| 5 luglio 1987 | Musselburgh Magnums | 0 – 34 | Granite City Oilers |  |

| 5 luglio 1987 | City of London Stags | - – - (rinviata) | Heathrow Jets |  |

| 5 luglio 1987 | Bournemouth Bobcats | 27 – 28 | Kent Rams |  |

| 5 luglio 1987 | Dunstable Cowboys | 74 – 6 | King's Lynn Patriots |  |

| 5 luglio 1987 | Crewe Railroaders | 6 – 62 | Leeds Cougars |  |

| 5 luglio 1987 | Walthamstow Warriors | - – - (annullata) | London Capitals |  |

| 5 luglio 1987 | Locomotive Derby | 29 – 28 | Manchester Heroes |  |

| 5 luglio 1987 | Rockingham Rebels | 8 – 12 | Oxford Bulldogs |  |

| 5 luglio 1987 | Southern Bengals | 10 – 37 | Portsmouth Warriors |  |

| 5 luglio 1987 | Birmingham Huskies | 50 – 6 | Reading Renegades |  |

| 5 luglio 1987 | Glasgow Diamonds | 0 – 18 | Strathclyde Sheriffs |  |

| 5 luglio 1987 | Cotswold Bears | 38 – 6 | Taunton Wyverns |  |

| 5 luglio 1987 | Hereford Chargers | 21 – 14 | Torbay Trojans |  |

| 5 luglio 1987 | Plymouth Admirals | 54 – 6 | Witney Wildcats |  |

#### 12ª giornata
| 12 luglio 1987 | Crawley Raiders | 0 – 33 | Scunthorpe Steelers |  |

| 12 luglio 1987 | Crewe Railroaders | 36 – 30 | Locomotive Derby |  |

| 12 luglio 1987 | Heathrow Jets | 35 – 7 | London Capitals |  |

| 12 luglio 1987 | Taunton Wyverns | 4 – 26 | Plymouth Admirals |  |

| 12 luglio 1987 | King's Lynn Patriots | - – - (rinviata) | Rockingham Rebels |  |

| 12 luglio 1987 | Portsmouth Warriors | 47 – 0 | Southern Bengals |  |

| 12 luglio 1987 | Scunthorpe Steelers | 8 – 12 | Wrekin Giants |  |

#### 13ª giornata
| 19 luglio 1987 | Kent Rams | 6 – 13 | Brighton B-52's |  |

| 19 luglio 1987 | Colchester Gladiators | 62 – 0 | City of London Stags |  |

| 19 luglio 1987 | Wrekin Giants | 38 – 32 | Crewe Railroaders |  |

| 19 luglio 1987 | Edinburgh Eagles | 6 – 2 | Granite City Oilers |  |

| 19 luglio 1987 | King's Lynn Patriots | 27 – 18 | Birmingham Huskies |  |

| 19 luglio 1987 | Windsor Monarchs | 35 – 6 | London Capitals |  |

| 19 luglio 1987 | Strathclyde Sheriffs | 0 – 27 | Musselburgh Magnums |  |

| 19 luglio 1987 | Oxford Bulldogs | 68 – 0 | Reading Renegades |  |

| 19 luglio 1987 | Dunstable Cowboys | 8 – 0 | Rockingham Rebels |  |

| 19 luglio 1987 | Bournemouth Bobcats | 68 – 0 | Southern Bengals |  |

| 19 luglio 1987 | Cotswold Bears | 60 – 22 | Torbay Trojans |  |

#### 14ª giornata
| 26 luglio 1987 | Bournemouth Bobcats | 16 – 13 | Brighton B-52's |  |

| 26 luglio 1987 | Plymouth Admirals | 14 – 35 | Cotswold Bears |  |

| 26 luglio 1987 | Portsmouth Warriors | 19 – 12 | Crawley Raiders |  |

| 26 luglio 1987 | Reading Renegades | 0 – 63 | Dunstable Cowboys |  |

| 26 luglio 1987 | Musselburgh Magnums | 18 – 10 | Glasgow Diamonds |  |

| 26 luglio 1987 | London Capitals | 6 – 36 | Heathrow Jets |  |

| 26 luglio 1987 | Leeds Cougars | 1 – 0 (a tavolino) | Manchester Heroes |  |

| 26 luglio 1987 | Birmingham Huskies | 0 – 30 | Oxford Bulldogs |  |

| 26 luglio 1987 | Edinburgh Eagles | 34 – 0 | Strathclyde Sheriffs |  |

| 26 luglio 1987 | Hereford Chargers | 27 – 12 | Taunton Wyverns |  |

| 26 luglio 1987 | City of London Stags | 6 – 35 | Windsor Monarchs |  |

| 26 luglio 1987 | Locomotive Derby | 46 – 40 | Wrekin Giants |  |

#### 15ª giornata
| 2 agosto 1987 | Locomotive Derby | 49 – 44 | Crewe Railroaders |  |

| 2 agosto 1987 | City of London Stags | 0 – 36 | Heathrow Jets |  |

| 2 agosto 1987 | Reading Renegades | 1 – 0 (a tavolino) | Birmingham Huskies |  |

| 2 agosto 1987 | King's Lynn Patriots | 1 – 0 (a tavolino) | Rockingham Rebels |  |

| 2 agosto 1987 | Leeds Cougars | 32 – 8 | Scunthorpe Steelers |  |

| 2 agosto 1987 | Manchester Heroes | 26 – 6 | Wrekin Giants |  |

#### 16ª giornata
| 9 agosto 1987 | Dunstable Cowboys | 29 – 14 | Oxford Bulldogs |  |

### Classifica
La classifica della regular season è la seguente:
- PCT = percentuale di vittorie, G = partite giocate, V = partite vinte, P = partite perse, PF = punti fatti, PS = punti subiti

#### Borders Conference
| Pos. | Squadra              | PCT  | G | V | N | P | PF  | PS  |
| ---- | -------------------- | ---- | - | - | - | - | --- | --- |
| 1    | Edinburgh Eagles     | .938 | 8 | 7 | 1 | 0 | 180 | 85  |
| 2    | Granite City Oilers  | .750 | 8 | 6 | 0 | 2 | 158 | 64  |
| 3    | Musselburgh Magnums  | .375 | 8 | 3 | 0 | 5 | 110 | 131 |
| 4    | Strathclyde Sheriffs | .250 | 8 | 1 | 2 | 5 | 94  | 193 |
| 5    | Glasgow Diamonds     | .188 | 8 | 1 | 1 | 6 | 95  | 164 |

#### Northern Conference
| Pos. | Squadra             | PCT   | G  | V  | N | P | PF  | PS  |
| ---- | ------------------- | ----- | -- | -- | - | - | --- | --- |
| 1    | Leeds Cougars       | 1.000 | 10 | 10 | 0 | 0 | 490 | 38  |
| 2    | Scunthorpe Steelers | .600  | 10 | 6  | 0 | 4 | 266 | 139 |
| 3    | Wrekin Giants       | .500  | 10 | 5  | 0 | 5 | 210 | 330 |
| 4    | Locomotive Derby    | .500  | 10 | 5  | 0 | 5 | 242 | 412 |
| 5    | Manchester Heroes   | .300  | 10 | 3  | 0 | 7 | 151 | 218 |
| 6    | Crewe Railroaders   | .100  | 10 | 1  | 0 | 9 | 194 | 416 |

#### Central Conference
| Pos. | Squadra              | PCT  | G  | V | N | P | PF  | PS  |
| ---- | -------------------- | ---- | -- | - | - | - | --- | --- |
| 1    | Dunstable Cowboys    | .900 | 10 | 9 | 0 | 1 | 314 | 55  |
| 2    | Oxford Bulldogs      | .800 | 10 | 8 | 0 | 2 | 319 | 71  |
| 3    | Rockingham Rebels    | .600 | 10 | 6 | 0 | 4 | 173 | 102 |
| 4    | King's Lynn Patriots | .500 | 10 | 5 | 0 | 5 | 150 | 251 |
| 5    | Birmingham Huskies   | .150 | 10 | 1 | 1 | 8 | 126 | 262 |
| 6    | Reading Renegades    | .050 | 10 | 0 | 1 | 9 | 32  | 373 |

#### South East Conference
| Pos. | Squadra               | PCT  | G  | V | N | P  | PF  | PS  |
| ---- | --------------------- | ---- | -- | - | - | -- | --- | --- |
| 1    | Colchester Gladiators | .900 | 10 | 9 | 0 | 1  | 317 | 103 |
| 2    | Heathrow Jets         | .900 | 10 | 9 | 0 | 1  | 270 | 77  |
| 3    | Windsor Monarchs      | .600 | 10 | 6 | 0 | 4  | 194 | 142 |
| 4    | London Capitals       | .400 | 10 | 4 | 0 | 6  | 172 | 204 |
| 5    | City of London Stags  | .200 | 10 | 2 | 0 | 8  | 115 | 247 |
| 6    | Walthamstow Warriors  | .000 | 10 | 0 | 0 | 10 | 26  | 231 |

#### Southern Conference
| Pos. | Squadra             | PCT  | G  | V | N | P  | PF  | PS  |
| ---- | ------------------- | ---- | -- | - | - | -- | --- | --- |
| 1    | Bournemouth Bobcats | .800 | 10 | 8 | 0 | 2  | 352 | 118 |
| 2    | Brighton B-52's     | .800 | 10 | 8 | 0 | 2  | 309 | 90  |
| 3    | Kent Rams           | .600 | 10 | 6 | 0 | 4  | 218 | 166 |
| 4    | Crawley Raiders     | .400 | 10 | 4 | 0 | 6  | 196 | 263 |
| 5    | Portsmouth Warriors | .400 | 10 | 4 | 0 | 6  | 211 | 239 |
| 6    | Southern Bengals    | .000 | 10 | 0 | 0 | 10 | 57  | 467 |

#### South West Conference
| Pos. | Squadra           | PCT  | G  | V | N | P  | PF  | PS  |
| ---- | ----------------- | ---- | -- | - | - | -- | --- | --- |
| 1    | Cotswold Bears    | .900 | 10 | 9 | 0 | 1  | 336 | 112 |
| 2    | Plymouth Admirals | .800 | 10 | 8 | 0 | 2  | 300 | 131 |
| 3    | Hereford Chargers | .600 | 10 | 6 | 0 | 4  | 199 | 167 |
| 4    | Torbay Trojans    | .500 | 10 | 5 | 0 | 5  | 223 | 174 |
| 5    | Witney Wildcats   | .200 | 10 | 2 | 0 | 8  | 90  | 321 |
| 6    | Taunton Wyverns   | .000 | 10 | 0 | 0 | 10 | 104 | 347 |

## Playoff

### Tabellone
|  | Quarti di finale      | Quarti di finale      | Quarti di finale      |                       |               | Semifinali    | Semifinali | Semifinali |  |  | I Premier Bowl | I Premier Bowl | I Premier Bowl |  |
|  |                       |                       |                       |                       |               |               |            |            |  |  |                |                |                |  |
|  | Leeds Cougars         | Leeds Cougars         | 46                    |                       |               |               |            |            |  |  |                |                |                |  |
|  | Leeds Cougars         | Leeds Cougars         | 46                    |                       |               |               |            |            |  |  |                |                |                |  |
|  | Oxford Bulldogs       | Oxford Bulldogs       | 14                    |                       |               |               |            |            |  |  |                |                |                |  |
|  | Oxford Bulldogs       | Oxford Bulldogs       | 14                    |                       | Leeds Cougars | Leeds Cougars | 44         |            |  |  |                |                |                |  |
|  |                       |                       |                       |                       | Leeds Cougars | Leeds Cougars | 44         |            |  |  |                |                |                |  |
|  |                       |                       | Colchester Gladiators | Colchester Gladiators | 22            |               |            |            |  |  |                |                |                |  |
|  | Cotswold Bears        | Cotswold Bears        | Colchester Gladiators | Colchester Gladiators | 22            | 0             |            |            |  |  |                |                |                |  |
|  | Cotswold Bears        | Cotswold Bears        |                       |                       |               |               |            |            |  |  |                |                |                |  |
|  | Colchester Gladiators | Colchester Gladiators | 66                    |                       |               |               |            |            |  |  |                |                |                |  |
|  | Colchester Gladiators | Colchester Gladiators | 66                    |                       | Leeds Cougars | Leeds Cougars | 6          |            |  |  |                |                |                |  |
|  |                       |                       |                       |                       |               |               |            |            |  |  |                |                |                |  |
|  |                       |                       | Bournemouth Bobcats   | Bournemouth Bobcats   | 43            |               |            |            |  |  |                |                |                |  |
|  | Edinburgh Eagles      | Edinburgh Eagles      | Bournemouth Bobcats   | Bournemouth Bobcats   | 43            | 7             |            |            |  |  |                |                |                |  |
|  | Edinburgh Eagles      | Edinburgh Eagles      |                       |                       |               |               |            |            |  |  |                |                |                |  |
|  | Heathrow Jets         | Heathrow Jets         | 28                    |                       |               |               |            |            |  |  |                |                |                |  |
|  | Heathrow Jets         | Heathrow Jets         | 28                    |                       | Heathrow Jets | Heathrow Jets | 8          |            |  |  |                |                |                |  |
|  |                       |                       |                       |                       | Heathrow Jets | Heathrow Jets | 8          |            |  |  |                |                |                |  |
|  |                       |                       | Bournemouth Bobcats   | Bournemouth Bobcats   | 28            |               |            |            |  |  |                |                |                |  |
|  | Dunstable Cowboys     | Dunstable Cowboys     | Bournemouth Bobcats   | Bournemouth Bobcats   | 28            | 14            |            |            |  |  |                |                |                |  |
|  | Dunstable Cowboys     | Dunstable Cowboys     |                       |                       |               |               |            |            |  |  |                |                |                |  |
|  | Bournemouth Bobcats   | Bournemouth Bobcats   | 30                    |                       |               |               |            |            |  |  |                |                |                |  |

### Quarti di finale
| Bramley 16 agosto 1987 | Leeds Cougars | 46 – 14 | Oxford Bulldogs |  |

| Saughton 16 agosto 1987 | Edinburgh Eagles | 7 – 28 | Heathrow Jets |  |

| Chicksands 16 agosto 1987 | Dunstable Cowboys | 14 – 30 | Bournemouth Bobcats | USAF Chicksands |

| Lydney 16 agosto 1987 | Cotswold Bears | 0 – 66 | Colchester Gladiators | Regentsholme |

### Semifinali
| Bramley 30 agosto 1987 | Leeds Cougars | 44 – 22 | Colchester Gladiators |  |

| Feltham 30 agosto 1987 | Heathrow Jets | 8 – 28 | Bournemouth Bobcats | Feltham Arena |

### I Premier Bowl
| Cardiff 13 settembre 1987 | Leeds Cougars | 6 – 43 | Bournemouth Bobcats | Ninian Park |

## Verdetti
- Bournemouth Bobcats vincitori del Premier Bowl (campioni di Gran Bretagna di secondo livello) 1987